# Калачёво (аэродром, Челябинская область)
Калачёво — спортивный аэродром государственной авиации в Копейском городском округе Челябинской области. Структурно входит в состав Челябинского аэроузла. Предназначен для производства полётов, парашютных прыжков, спортивных мероприятий по авиационным видам спорта, а также авиационно-спасательных и специальных авиационных работ. Является запасным аэродромом Челябинского аэроузла.

## Принимаемые воздушные суда
- самолёты всех типов с максимальной взлетной массой не более 7 000 кг
- вертолеты всех типов с максимальной взлетной массой не более 12 000 кг

## Характеристики аэродрома
Лётное поле имеет форму прямоугольника, вытянутого с северо-запада на юго-восток, размер 2000 × 700 м. Поверхность аэродрома ровная с травянистым покровом, дёрн непрочный. Используется круглый год, за исключением весенне-осенней распутицы. При выпадении осадков 10—12 мм, грунтовые ВПП и РД к эксплуатации не пригодны. Максимально допустимая 
приведённая нагрузка на условную одноколёсную пару составляет 8 кг/см².

Радиосвязь: частота 122,75 МГц, позывной «Габриэль»
Магнитное склонение: Δ = +13°
Взлетно-посадочные полосы:
| Наименование | Покрытие      | Покрытие      | Размеры   | Размеры    | Размеры    | Пороги | Пороги | Пороги      | Пороги    | Примечание                           |
| Наименование | Тип           | Код           | Длина ВПП | Ширина ВПП | Ширина БПБ | №      | МКп    | Абс. высота | Длина КБП | Примечание                           |
| ------------ | ------------- | ------------- | --------- | ---------- | ---------- | ------ | ------ | ----------- | --------- | ------------------------------------ |
| 13/31        | асфальтобетон | PCN29/F/B/Y/T | 600 м     | 30 м       | 30 м       | 13     | 125°   | 224 м       | —         | Основная                             |
| 13/31        | асфальтобетон | PCN29/F/B/Y/T | 600 м     | 30 м       | 30 м       | 31     | 305°   | 221 м       | —         | Основная                             |
| 13Д/31Д      | грунт         | —             | 1800 м    | 60 м       | 30 м       | 13     | 125°   | 226 м       | —         | Дополнительная                       |
| 13Д/31Д      | грунт         | —             | 1800 м    | 60 м       | 30 м       | 31     | 305°   | 218 м       | —         | Дополнительная                       |
| —            | грунт         | —             | 1800 м    | 30 м       | —          | 13     | 125°   | 226 м       | —         | Запасная для 13Д/31Д БПБ для 13Д/31Д |
| —            | грунт         | —             | 1800 м    | 30 м       | —          | 31     | 305°   | 218 м       | —         | Запасная для 13Д/31Д БПБ для 13Д/31Д |

Географические координаты 54°57’17" с. ш., 061°30’14" в. д., высота 226 м.
Часовой пояс: YEKT (GMT/UTC+6, MSK+2) — Уральское время
Руководитель полётов тел. +7 (351) 269-45-78.

## Эксплуатанты
Основной эксплуатант — Челябинский областной аэроклуб ДОСААФ России.

Аэродромом также используют:
- авиакомпания «ЧелАвиа» (профиль — частная сверхмалая авиация (СМА), лётное обучение на СМА).
- Челябинский областной аэроклуб «Калачёво» (профиль — лётное обучение на СМА, парашютные прыжки)[3].
- Челябинское лётное училище гражданской авиации (профиль — подготовка частных и коммерческих пилотов).